# コンスタンチン・ニコラエヴィチ
コンスタンチン・ニコラエヴィチ（ロシア語表記：Константин Николаевич, 1827年9月9日 - 1892年1月13日）は、ロシア大公。ロシア皇帝ニコライ1世の次男、母は皇后アレクサンドラ・フョードロヴナ。

## 結婚と子女
1848年、ザクセン=アルテンブルク公ヨーゼフの娘アレクサンドラと結婚し、6人の子女をもうけた。
- ニコライ（1850年 - 1918年）
- オリガ（1851年 - 1926年） - ギリシア王ゲオルギオス1世と結婚。エディンバラ公フィリップ王配の祖母にあたる。
- ヴェラ（1854年 - 1912年） - ヴュルテンベルク公オイゲンと結婚
- コンスタンチン（1858年 - 1915年）
- ドミトリー（1860年 - 1919年）
- ヴャチェスラフ（1862年 - 1879年）

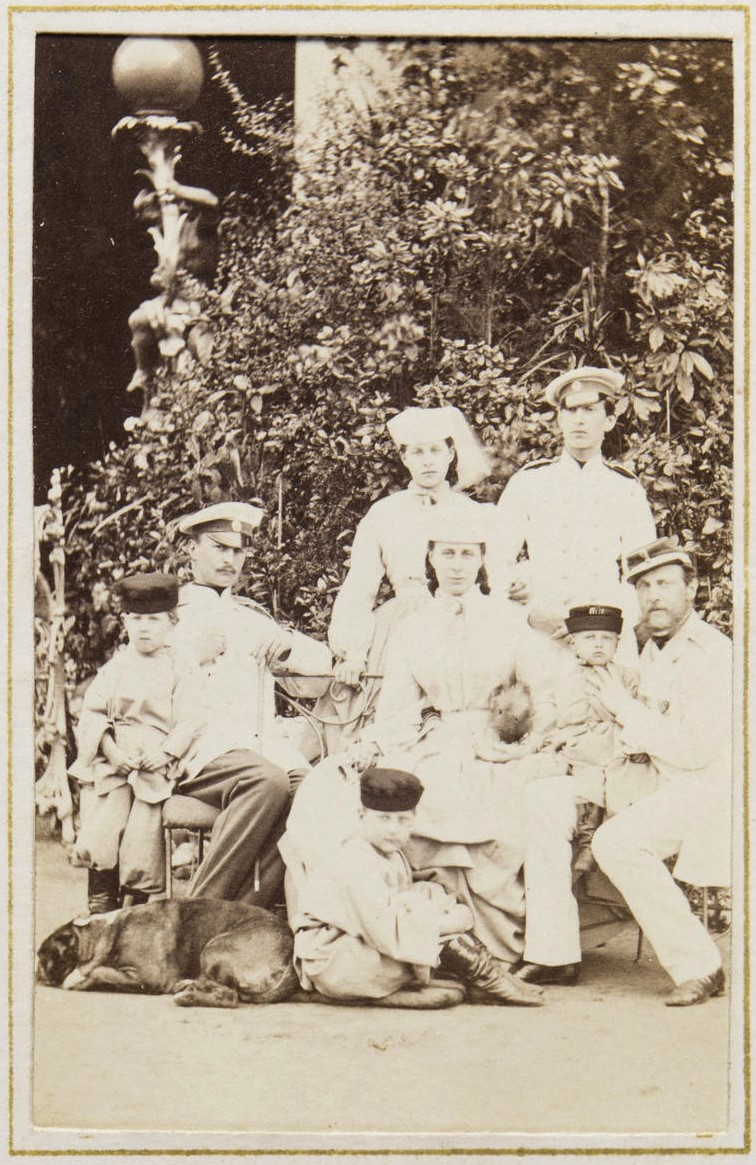
大公一家の肖像写真、コンスタンチン大公は前列右端で末息子ヴャチェスラフを膝に抱いている